# Eriobotrya salwinensis
Eriobotrya salwinensis är en rosväxtart som beskrevs av Hand.-mazz.. Eriobotrya salwinensis ingår i släktet eriobotryor, och familjen rosväxter. Inga underarter finns listade i Catalogue of Life.